# Šmartno ob Paki (plaats)
Šmartno ob Paki is een plaats in Slovenië en maakt deel uit van de gemeente Šmartno ob Paki in de NUTS-3-regio Savinjska. De plaats telde 643 inwoners op 1 januari 2020.